# Гурток діячів українського мистецтва
Гурто́к діячі́в украї́нського мистецтва (ГДУМ) — мистецька організація, що функціонувала у 1922—1931 роках у Львові.
Була створена у 1922 році з ініціативи історика і мистецтвознавця Миколи Голубця за участю художників П. Ковжуна, П. Холодного (старшого), М. Осінчука, архітекторів О. Лушпинського, С. Тимошенка. Метою організації було проголошено об'єднання українських митців Західної України і закордону під гаслом національного мистецтва.
Після 1931 року ГДУМ влився до новоствореної Асоціації незалежних українських митців (1931—1939).

## Виставкова діяльність
За час існування ГДУМ організував 4 виставки, де були представлені:
- живопис (твори О. Новаківського, П. Холодного, Л. Перфецького, П. Ковжуна, М. Бутовича, О. Сорохтея тощо);
- архітектура (О. Лушпинський, С. Тимошенко, В. Січинський тощо);
- різьблення (А. Коверко);
- відділ «Нова українська книжка» (книжкова графіка М. Бутовича, Вовка, М. Кірнарського, П. Ковжуна, Р. Лісовського, Г. Нарбута, обох Холодних тощо).